# Верхній Гріндельвальд (льодовик)
Льодовик Верхній Гріндельвальд (нім. Oberer Grindelwaldgletscher) — це один з двох долинних льодовиків на південь від селища Гріндельвальд, розташованих на північній стороні Бернських Альп в кантоні Берн, Швейцарія (інший — Нижній Гріндельвальд).

## Опис
Льодовик бере свій початок на гігантському фірновому полі, розташованому між вершинами Шрекхорн (з півдня), Веттерхорн (з півночі) та Берглішток (зі сходу).
З північного сходу льодовик Верхній Гріндельвальд через покритий фірном перевал Розенегг (3 470 м.н.м.) поєднується з льодовиками Розенлауі (нім. Rosenlauigletscher) та Гаулі (нім. Gauligletscher). З південного сходу льодовик відділений від системи льодовиків Унтераар гребенем Лаутераарсаттел (3 125 м.н.м.). Льодовик шириною всього від 200 до 500 метрів спускається у північно-західному напрямку по глибокій обривистій долині між вершинами Меттенберг (3 104 м.н.м.) з південного заходу та Веттерхорн з північного сходу.
Язик льодовика закінчується на висоті всього 1 400 м.н.м., що робить його одним з найбільш низько розташованих льодовиків в Альпах. З льодовика витікає річка Шварце Лючіне, яка далі об'єднується з Вайсе Лючіне в річку Лючіне, що впадає в озеро Бріенц, а отже належить до басейну річки Ааре, притоки Рейну.
Протягом Малого льодовикового періоду всередині XIX сторіччя, льодовик Верхній Гріндельвальд мав найбільші розміри та спускався через «арку» до висоти всього 1 180 м.н.м. до місця поруч з готелем «Веттерхорн» у Гріндельвальді. На той час льодовик був популярним туристичним об'єктом, оскільки був у пішій доступності. Тоді ж від льодовика відколювали брили льоду для використання у гастхаузах та пивоварнях. Навіть в останній холодний період (між 1959 та 1985 рр.) спускався невеликий язичок льодовика до висоти 1 220 м.н.м. у долину над Гріндельвальдом.
Однак з 1991 відступає льодовик відповідно до загального тренду. В 1973 році його площа складала 9,55 км² при довжині 6,66 км. До 2013 року його довжина скоротилась більш ніж на 2,5 кілометрів і склала лише 4 км, в тому числі в 2013 р. льодовик відступив на драматичні 1,85 км, бо нижня частина льодовика довжиною більше 1,2 км відірвалася від основної частини та частково сповзла нижче.

## Альпінізм
На південному схилі Веттерхорну над льодовиком Верхній Гріндельвальд, на висоті 2317 м.н.м. стоїть прихисток нім. Glecksteinhütte Швейцарського Альпійського Клубу. Від цього прихистку відкриваються чудові види на льодовик, а також на приховане за Штрекхорном фірнове поле.

## Галерея

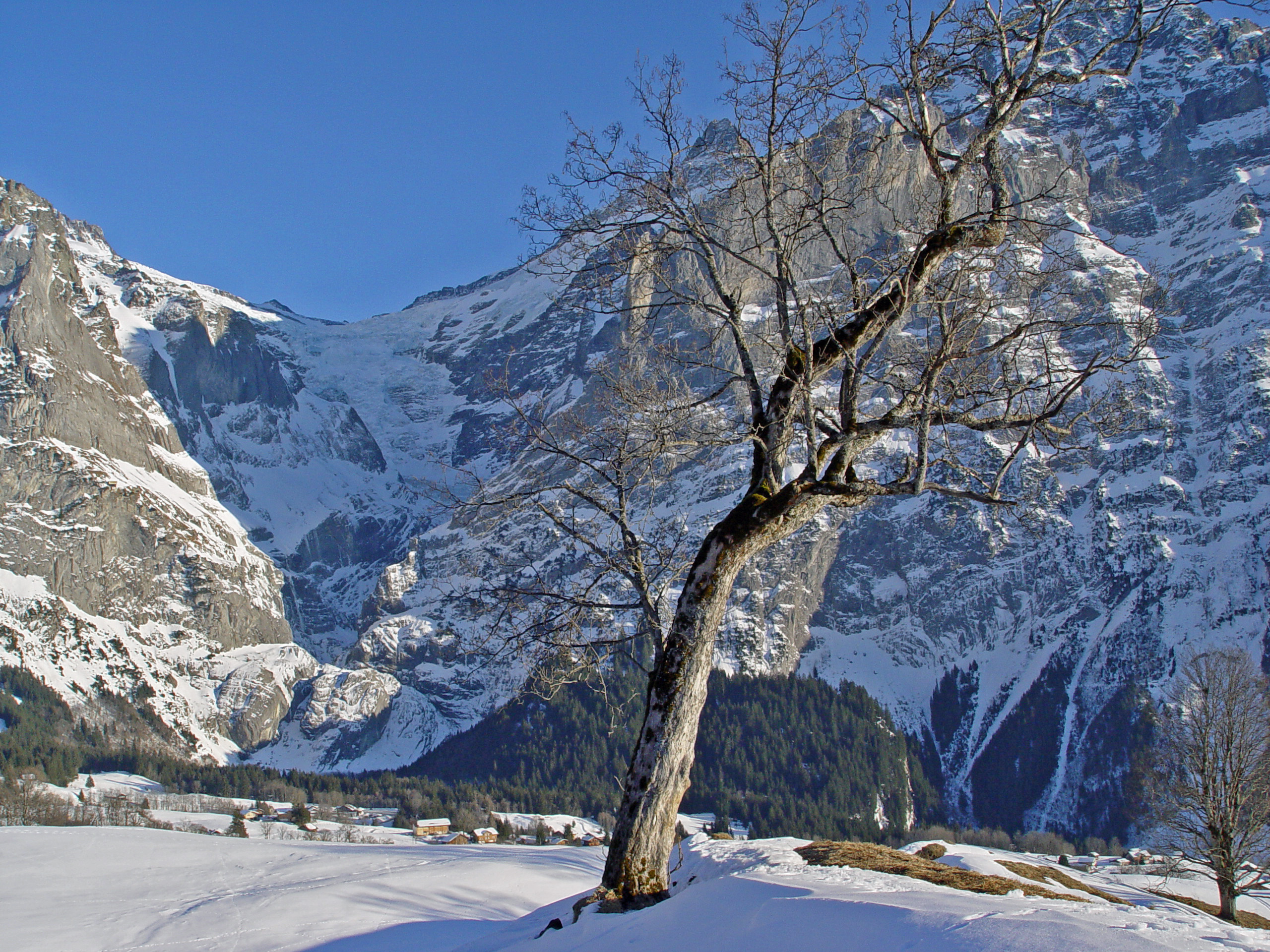
Льодовик Верхній Гріндельвальд здалеку
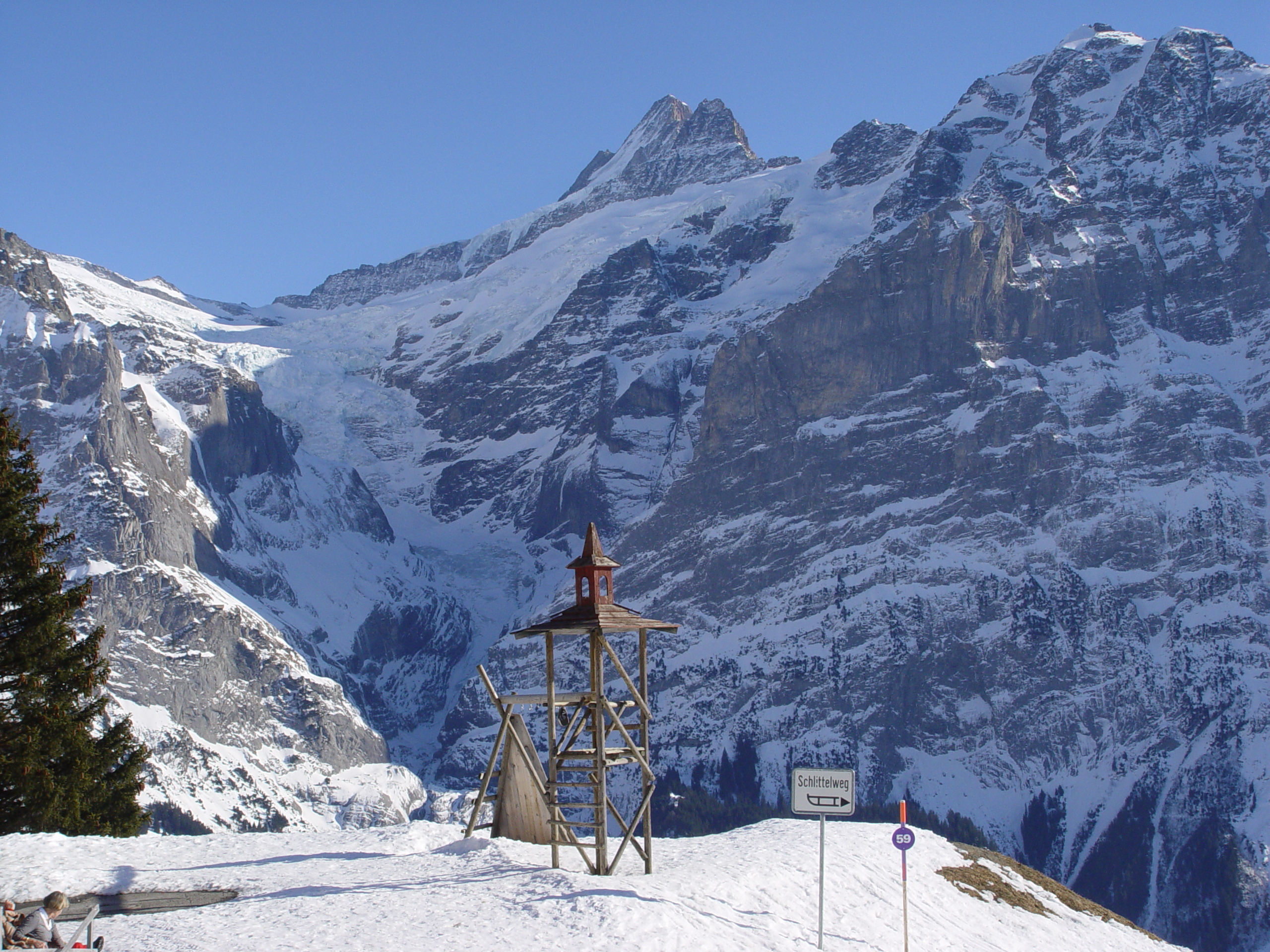
Вид на льодовик Верхній Гріндельвальд від станції Борт
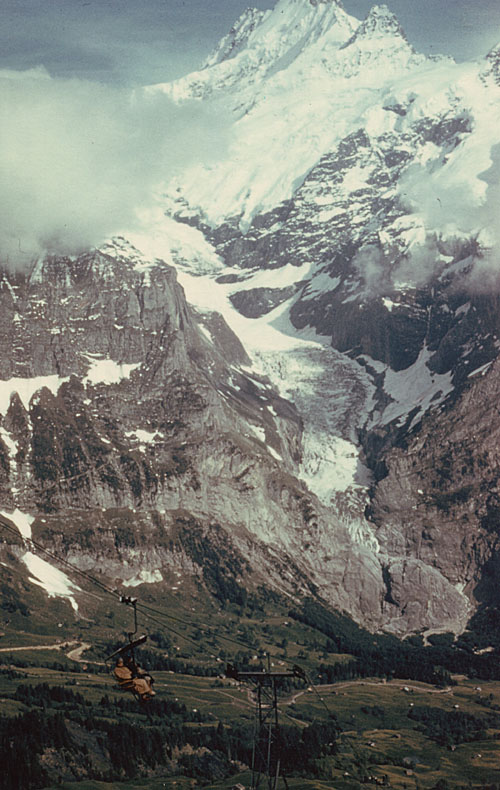
Верхній Гріндельвальд та Штрекхорн в 1963р.
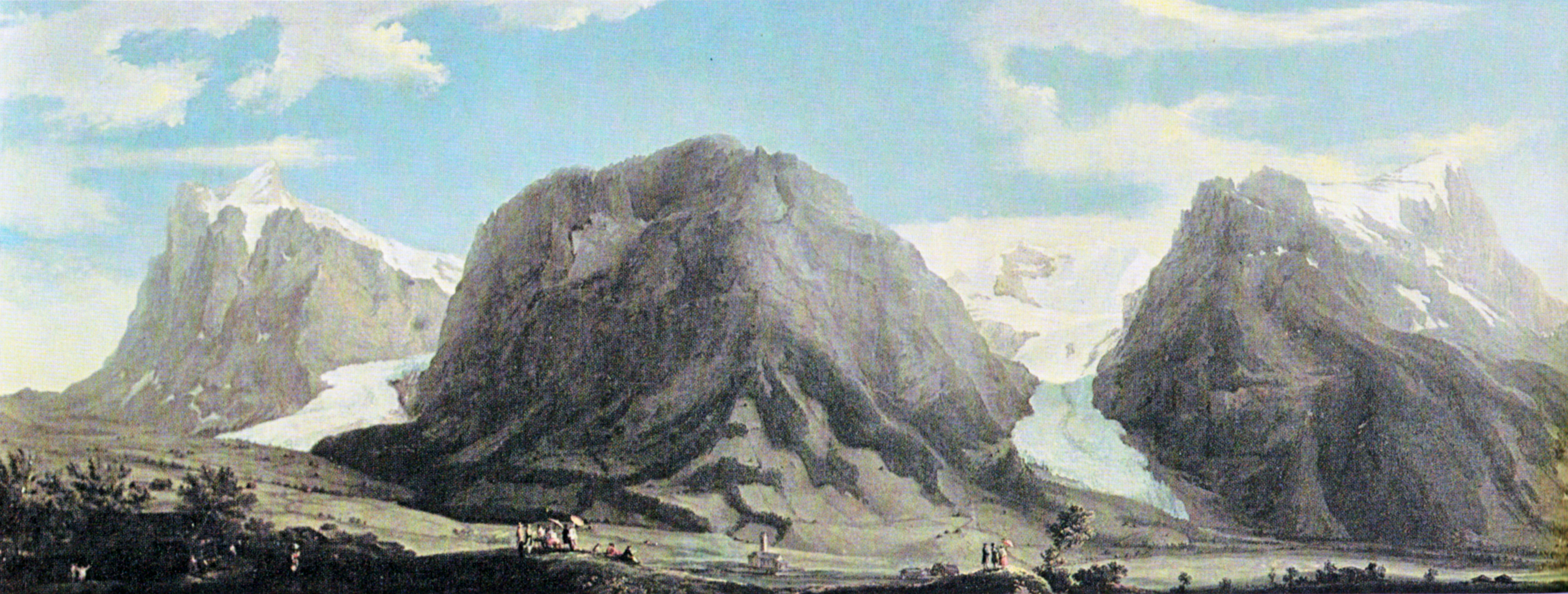
Льодовики Верхній та Нижній Гріндельвальд в 1774р. Картина Каспара Вольфа]